# Stema municipiului Deva

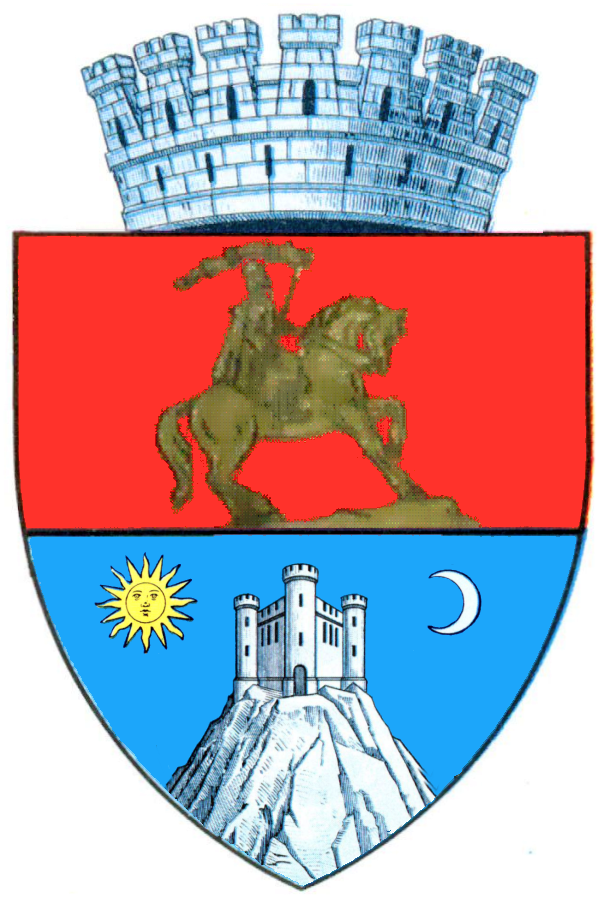
Stema municipiului Deva

Stema municipiului Deva se compune dintr-un scut tăiat. În partea superioara, pe fond rosu, un personaj ecvestru purtând costum antic și steagul dac, un șarpe cu cap de lup, totul de aur. În partea inferioara, pe fond albastru, o cetate de argint având la dreapta soarele de aur, format dintr-o bulină centrală cu raze și la stânga semiluna de argint. Scutul este timbrat de o coroana murală de argint formată din 7 turnuri crenelate.
Semnificația elementelor:
- Personajul, Regele Decebal, amintește înalta civilizație dacica;
- Construcția evoca cetatea medievala la adăpostul căreia localitatea s-a dezvoltat;
- Soarele și semiluna semnifică viața tumultoasă a localității, important centru administrativ, economic și social-cultural al județului Hunedoara;
- Coroana murală care timbrează scutul, semn specific centrelor urbane, vorbește despre unitatea obștii și desemnează, totodată, locul pe care aceasta așezare îl ocupa în ierarhia orășenească, faptul că este municipiu reședința de județ.

## Variante vechi ale stemei

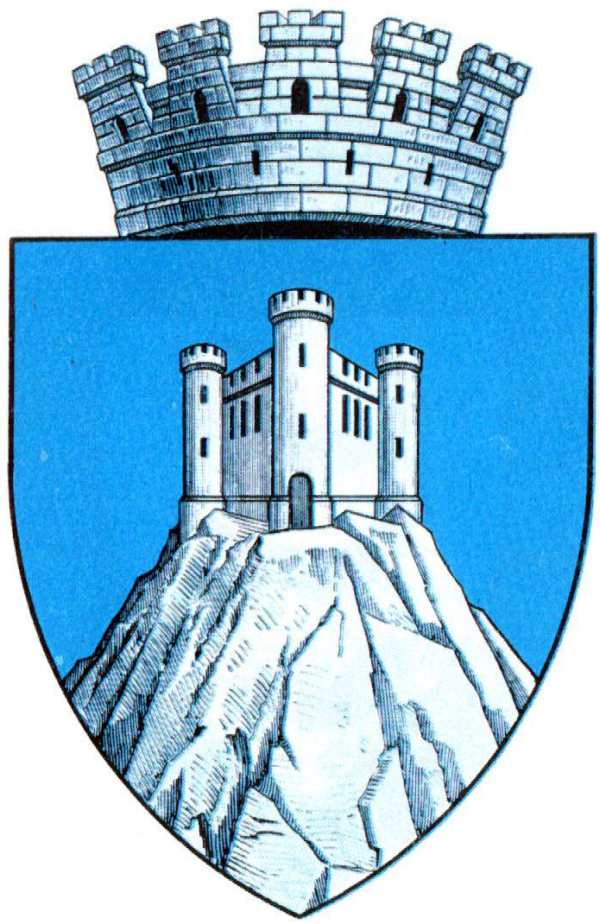
în perioada interbelică
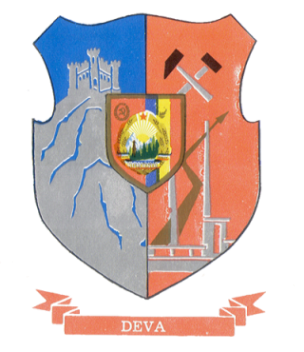
în perioada comunistă